# Liste der Museen in Sachsen-Anhalt

## A
- Aken, Landkreis Anhalt-Bitterfeld
  - Heimatmuseum Aken
- Allstedt, Landkreis Mansfeld-Südharz
  - Burg- und Schlossmuseum Allstedt im Schloss
- Arendsee, Altmarkkreis Salzwedel
  - Heimatmuseum
- Arneburg, Landkreis Stendal
  - Heimatmuseum Arneburg
- Aschersleben, Salzlandkreis
  - Städtisches Museum Aschersleben[1]
  - DDR Spielzeugmuseum Aschersleben

## B
- Bad Dürrenberg, Saalekreis
  - Borlach-Museum
- Bad Kösen, Burgenlandkreis
  - Käthe Kruse Puppenmuseum
  - Museen der Stadt Bad Kösen Romanisches Haus
  - Museen der Stadt Bad Kösen Kunsthalle
  - Museum Burg Saaleck
- Bad Lauchstädt, Saalekreis
  - Historische Kuranlagen und Goethe-Theater Bad Lauchstädt GmbH
- Bad Schmiedeberg, Landkreis Wittenberg
  - Heimatstube
- Ballenstedt, Landkreis Harz
  - Stadtmuseum „Wilhelm von Kügelgen“
- Bernburg, Salzlandkreis
  - Museum Schloss Bernburg (Landesgeschichte, Mineralogie, Archiv des DDR-Kabaretts, Ethnologie)
  - PEK Parkeisenbahn Krumbholz
- Bitterfeld-Wolfen, Landkreis Anhalt-Bitterfeld
  - Galerie am Ratswall
  - Industrie- und Filmmuseum Wolfen
  - Kreismuseum Bitterfeld
  - Städtische Galerie Kulturhaus
- Blankenburg, Landkreis Harz
  - Kloster Michaelstein
  - Museum Historische Gesellenherberge
  - Museum Kleines Schloss
  - Museum Kloster Michaelstein
- Burg, Landkreis Jerichower Land
  - Wasserturm
  - Elternhaus von Carl von Clausewitz
  - Historische Gerberei

## C
- Calbe, Salzlandkreis
  - Heimatstube Calbe
- Coswig, Landkreis Wittenberg
  - Museum Coswig
- Calvörde, Landkreis Börde
  - Heimatstube Calvörde

## D
- Dessau-Roßlau

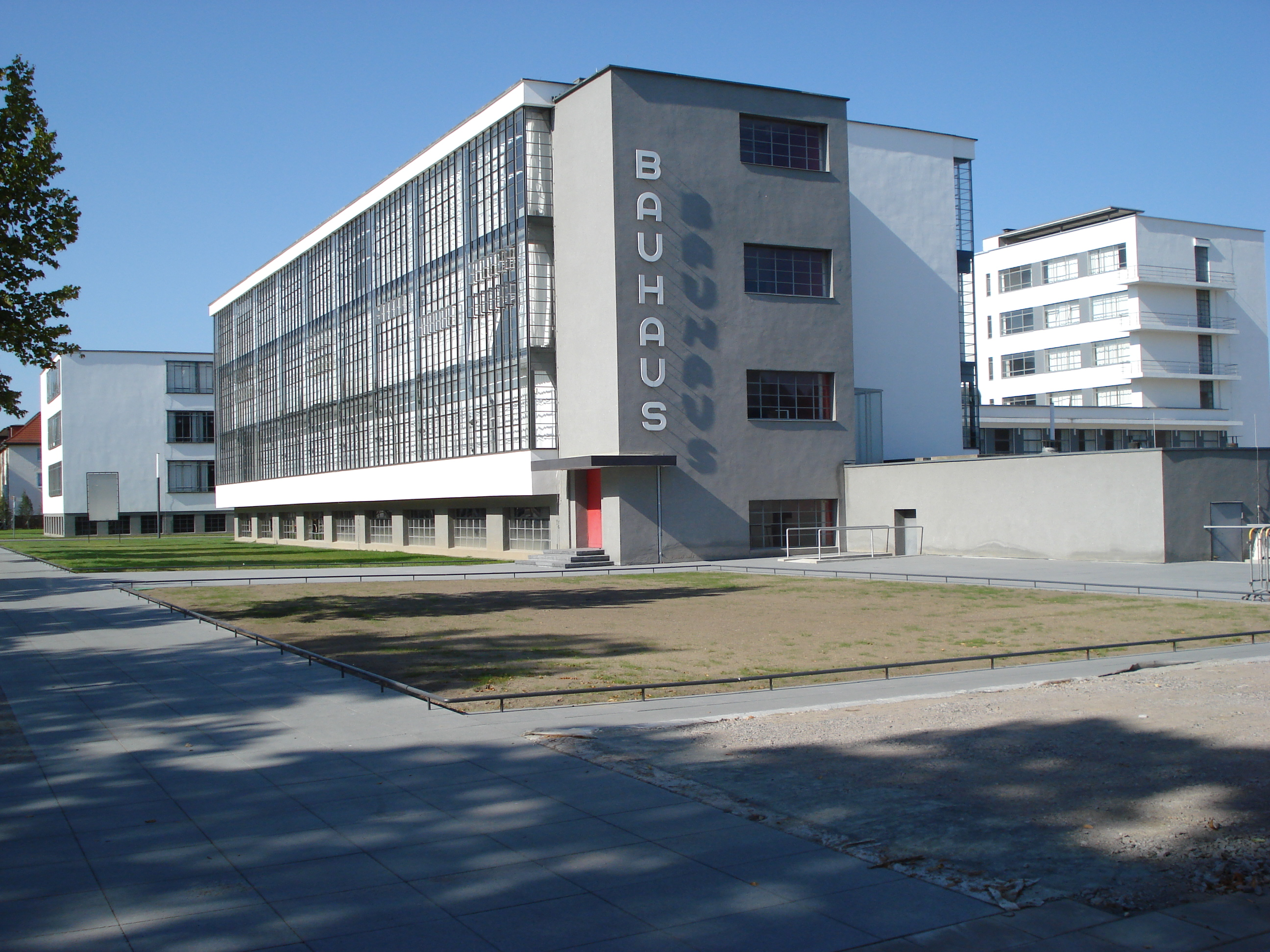
Bauhaus in Dessau-Roßlau

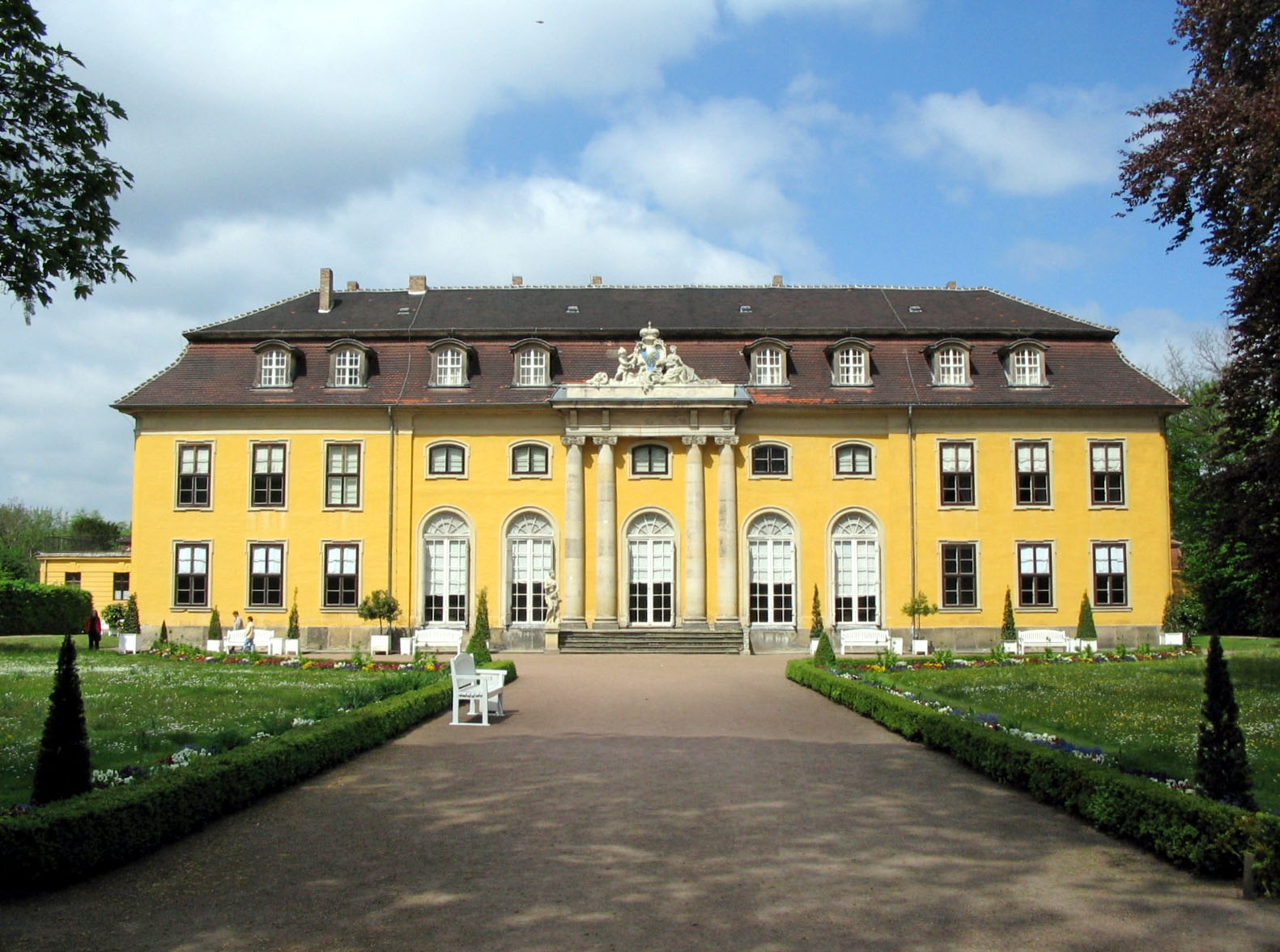
Schloss Mosigkau

  - Museum für Naturkunde und Vorgeschichte
  - Anhaltische Gemäldegalerie Schloss Georgium
  - Museum für Stadtgeschichte Dessau im Johannbau
  - Stiftung Bauhaus Dessau
  - Meisterhaus Kandinsky-Klee
  - Heimatstube Dessau-Alten
  - Museum Schloss Mosigkau
  - Schloss Luisium
  - Museum für Naturkunde und Vorgeschichte Dessau
  - Technikmuseum Hugo Junkers
  - Kirchturm der Schloss- und Stadtkirche St. Marien Außenstelle des Museums für Stadtgeschichte Dessau
  - Strommuseum
  - Schiffbau- und Schifffahrtsmuseum Roßlau
- Deuben, Burgenlandkreis
  - Bergbaumuseum Deuben des Heimatvereins „Zeitz-Weißenfelser-Braunkohlenrevier“
- Diesdorf, Altmarkkreis Salzwedel
  - Freilichtmuseum Diesdorf

## E
- Eckartsberga, Burgenlandkreis
  - Museum Eckartsburg
- Egeln, Salzlandkreis
  - Museum für Vor- und Frühgeschichte
- Eilsleben, Landkreis Börde
  - Tischlereimuseum Rüdiger Timme
- Elbingerode, Landkreis Harz
  - Besucherbergwerk „Drei Kronen & Ehrt“
  - Brockenmuseum im Nationalpark Hochharz

## F
- Falkenstein/Harz, Landkreis Harz
  - Museum Burg Falkenstein
- Fischbeck, Landkreis Stendal

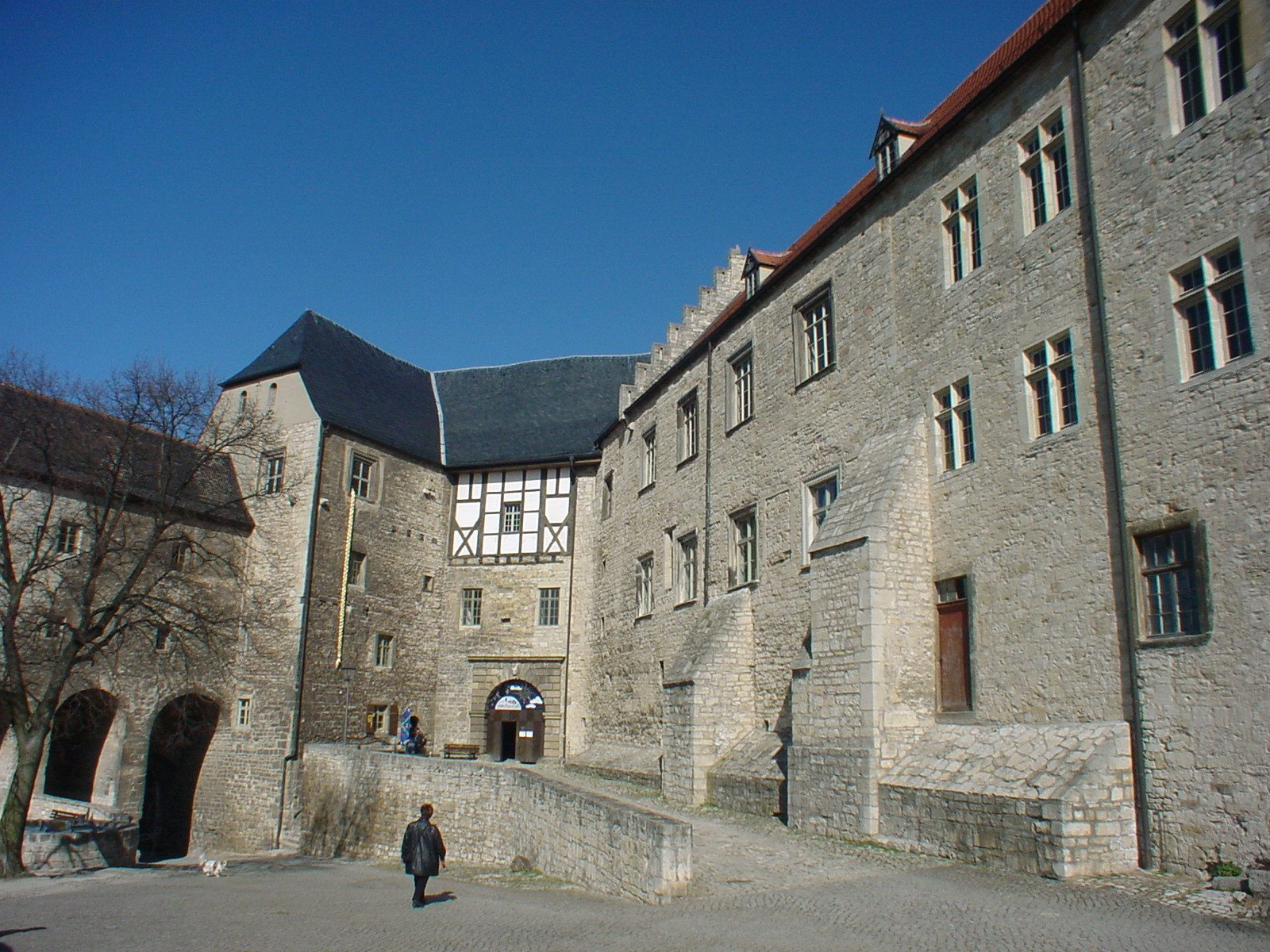
Museum Schloss Neuenburg

  - Museum der Altmärkischen Schwarzbuntzucht
- Freyburg, Burgenlandkreis
  - Friedrich-Ludwig-Jahn-Museum
  - Museum Schloss Neuenburg und Weinmuseum von Sachsen-Anhalt

## G

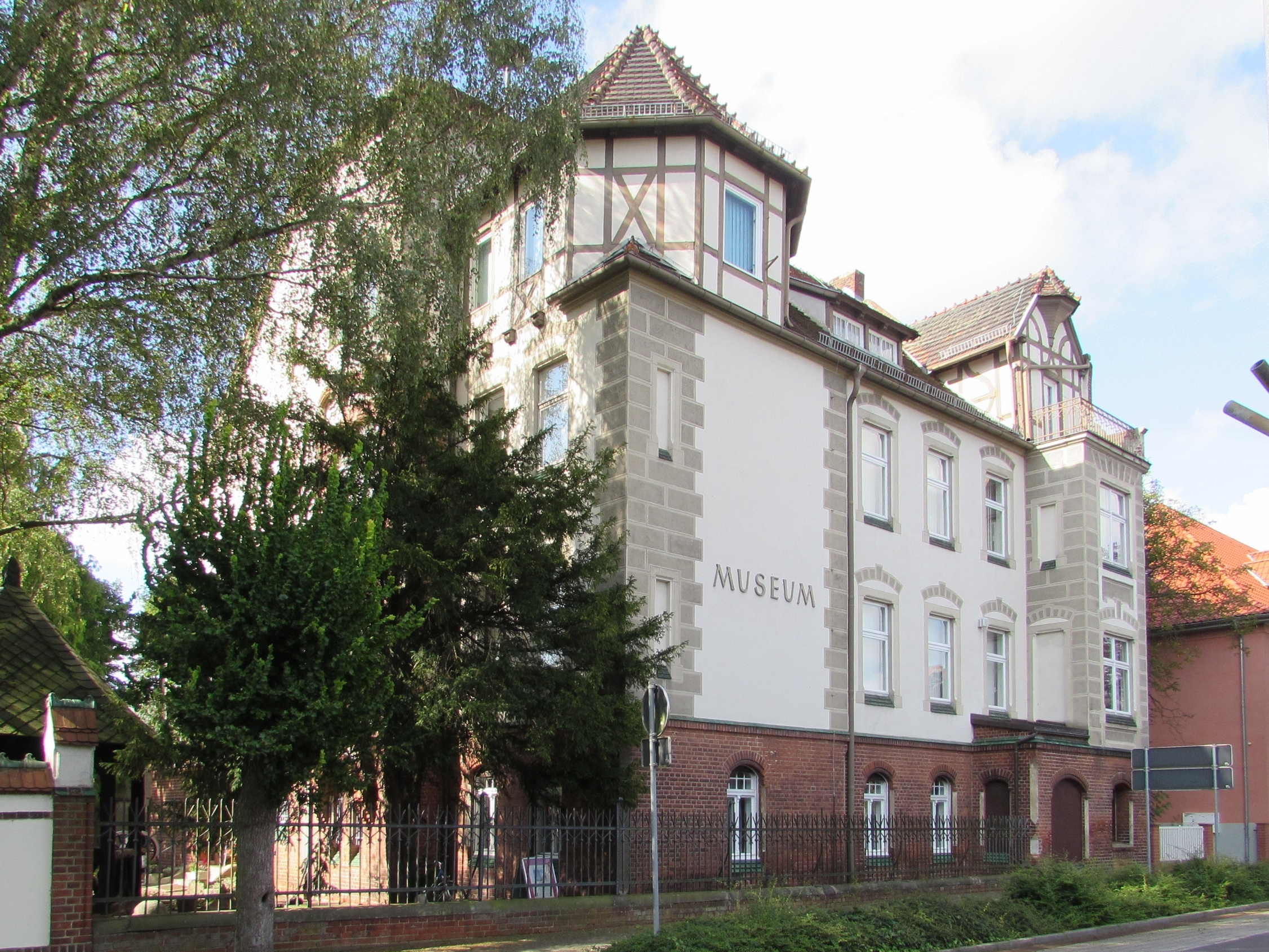
Kreismuseum Jerichower Land in Genthin

- Gardelegen, Altmarkkreis Salzwedel
  - Galerie St. Georg
  - Gedenkstätte Feldscheune Isenschnibbe Gardelegen
  - Stadtmuseum Gardelegen
- Genthin, Landkreis Jerichower Land
  - Kreismuseum Jerichower Land
- Güntersberge, Landkreis Harz
  - Mausefallen- und Kuriositätenmuseum

## H
- Hadmersleben, Landkreis Börde
  - Kloster Hadmersleben
- Halberstadt, Landkreis Harz
  - Dom und Domschatz zu Halberstadt
  - Gleimhaus

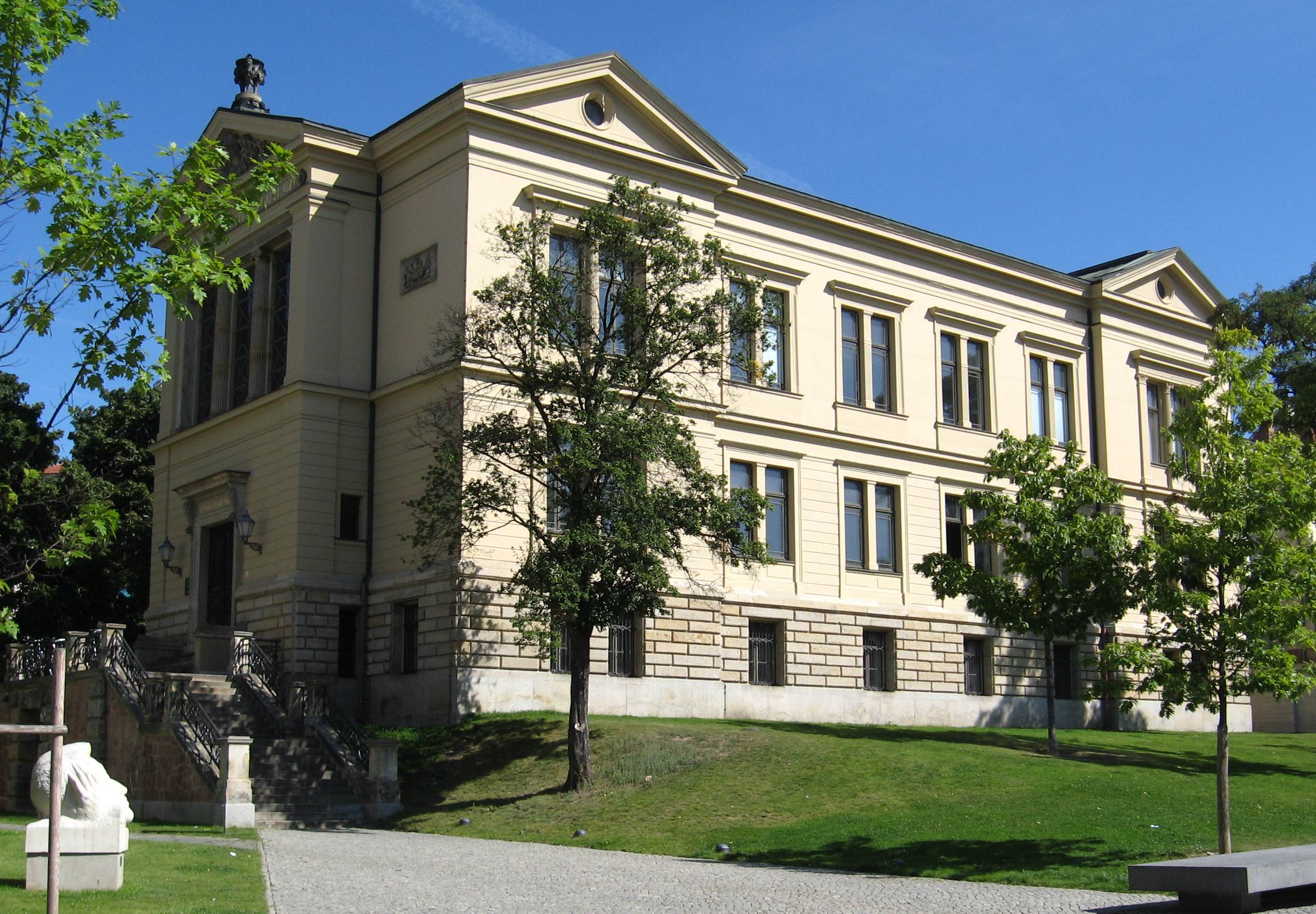
Archäologiemuseum der Martin-Luther-Universität Halle

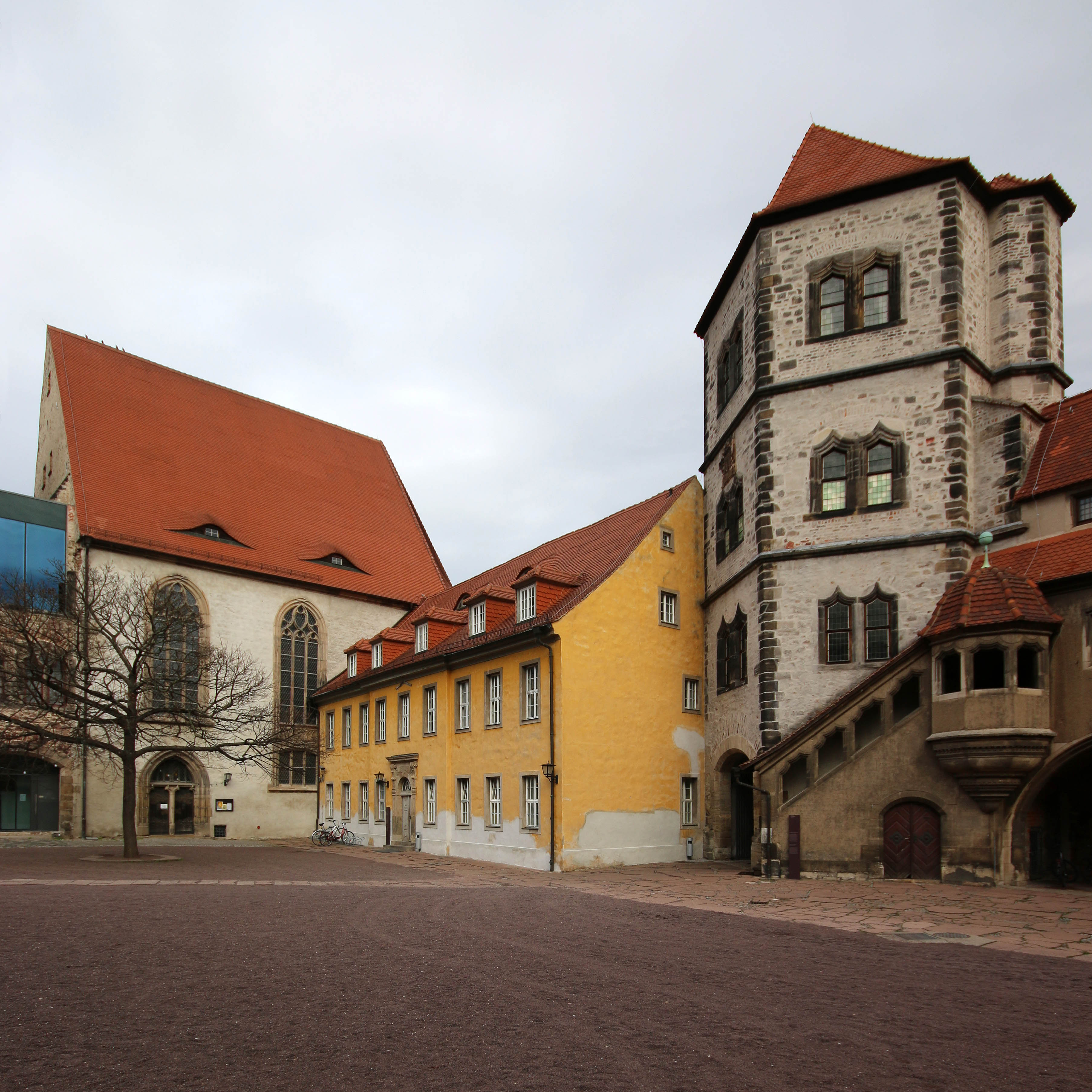
Moritzburg

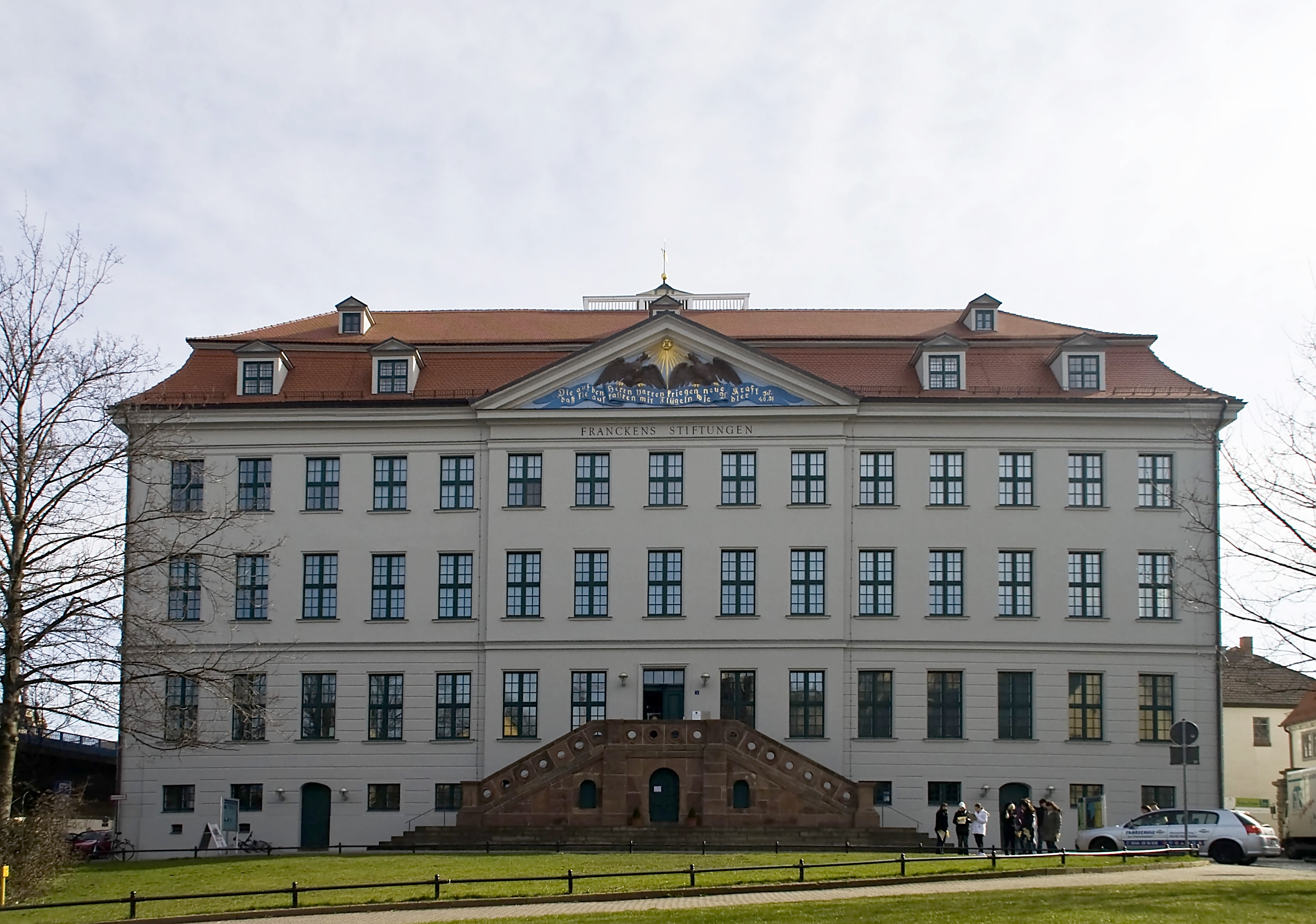
Franckesche Stiftungen

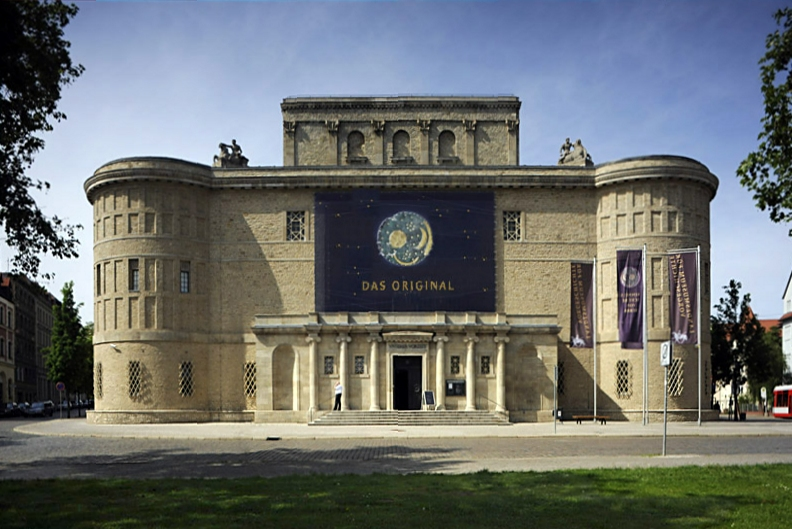
Landesmuseum für Vorgeschichte in Halle

  - HSF Historische Schlanstedter Feldbahn
  - Mahn- und Gedenkstätte Langenstein-Zwieberge
  - Museum Bürgerliche Wohnkultur
  - Museum Heineanum Halberstadt
  - Schraubemuseum
  - Städtisches Museum
  - Tiergarten Halberstadt
- Haldensleben, Landkreis Börde
  - Museum Haldensleben
- Halle
  - Archäologisches Museum der Martin-Luther-Universität Halle-Wittenberg
  - Beatles-Museum Halle
  - Botanischer Garten der Martin-Luther-Universität Halle
  - Genscher-Haus
  - Roter Ochse
  - Halloren Schokoladenmuseum
  - Christian-Wolff-Haus (Stadtmuseum Halle)
  - DB Museum Halle (Saale)
  - Händel-Haus
  - Museum für Haustierkunde „Julius Kühn“
  - Straßenbahnmuseum Halle
  - Stiftung Moritzburg – Kunstmuseum des Landes Sachsen-Anhalt
  - Technisches Halloren- und Salinemuseum
  - Die Franckeschen Stiftungen zu Halle im Historischen Waisenhaus, darin die Kunst- und Naturalienkammer
  - Schützenhaus Glaucha (Stadtmuseum Halle)
  - Galerie im Volkspark Burg Giebichenstein
  - Museum Oberburg Giebichenstein (Stadtmuseum Halle)
  - Historisches Technikzentrum der Stadtwerke Halle
  - Informations- und Dokumentationszentrum des BStU
  - Galerie des Halleschen Kunstvereins
  - Galerie des Kunstvereins Talstraße
  - Geiseltalmuseum
  - Institut für Geobotanik und Botanischer Garten der Universität Halle
  - Mineralogisch-petrologische Sammlung der Martin-Luther-Universität Halle
  - Geologischer Garten Halle
  - Zoologische Sammlungen des Instituts für Zoologie
  - Landesmuseum für Vorgeschichte Sachsen-Anhalt
  - Kustodie der Burg Giebichenstein Hochschule für Kunst und Design
  - Rechenwerk Computer- & Technikmuseum Halle
  - Wilhelm-Friedemann-Bach-Haus
- Harzgerode, Landkreis Harz
  - Heimatstube am Schloss
- Havelberg, Landkreis Stendal
  - Heimat-Naturmuseum
  - Prignitz-Museum
- Hettstedt, Landkreis Mansfeld-Südharz
  - Mansfeld-Museum im Humboldt-Schloss
- Holdenstedt, Landkreis Mansfeld-Südharz
  - Feuerwehrmuseum
- Hundisburg, Landkreis Börde
  - Schulmuseum Hundisburg
  - Ziegelei Hundisburg
- Hötensleben, Landkreis Börde
  - Grenzdenkmal Hötensleben

## I
- Ilsenburg (Harz), Landkreis Harz
  - Hüttenmuseum

## J
- Jerichow, Landkreis Jerichower Land
  - Klostermuseum

## K
- Kleinheringen, Burgenlandkreis
  - Landwirtschaftsmuseum im Gutshof Sonnekalb
- Kroppenstedt, Landkreis Börde
  - Heimatmuseum
- Köthen, Landkreis Anhalt-Bitterfeld
  - Naumann-Museum für Vogelkunde
  - Historisches Museum und Bach-Gedenkstätte
  - Prähistorische Sammlung
  - Galerie Dürerbundhaus
  - Eichendorffhaus
  - Hahnemann-Haus
- Kötzschau, Saalekreis
  - Museum zur Geschichte der Bahnstrecke Leipzig-Großkorbetha
  - Heimatstube

## L
- Langenweddingen
  - DDR-Museum Ostalgie-Kabinett
- Landsberg, Saalekreis
  - Doppelkapelle St. Crucis
  - Museum „Bernhard Brühl“
- Laucha, Burgenlandkreis
  - Glockenmuseum Laucha

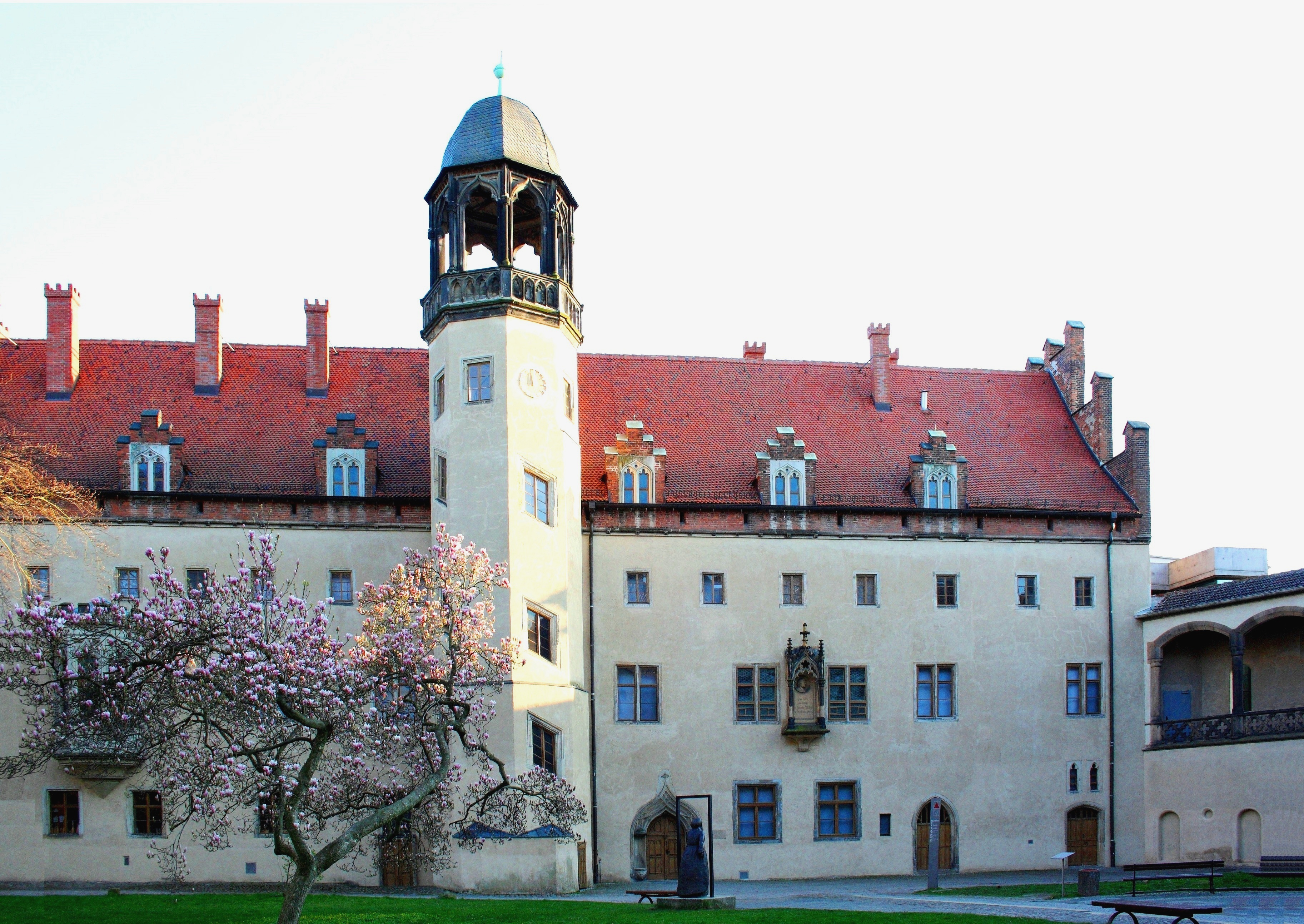
Lutherhaus Wittenberg

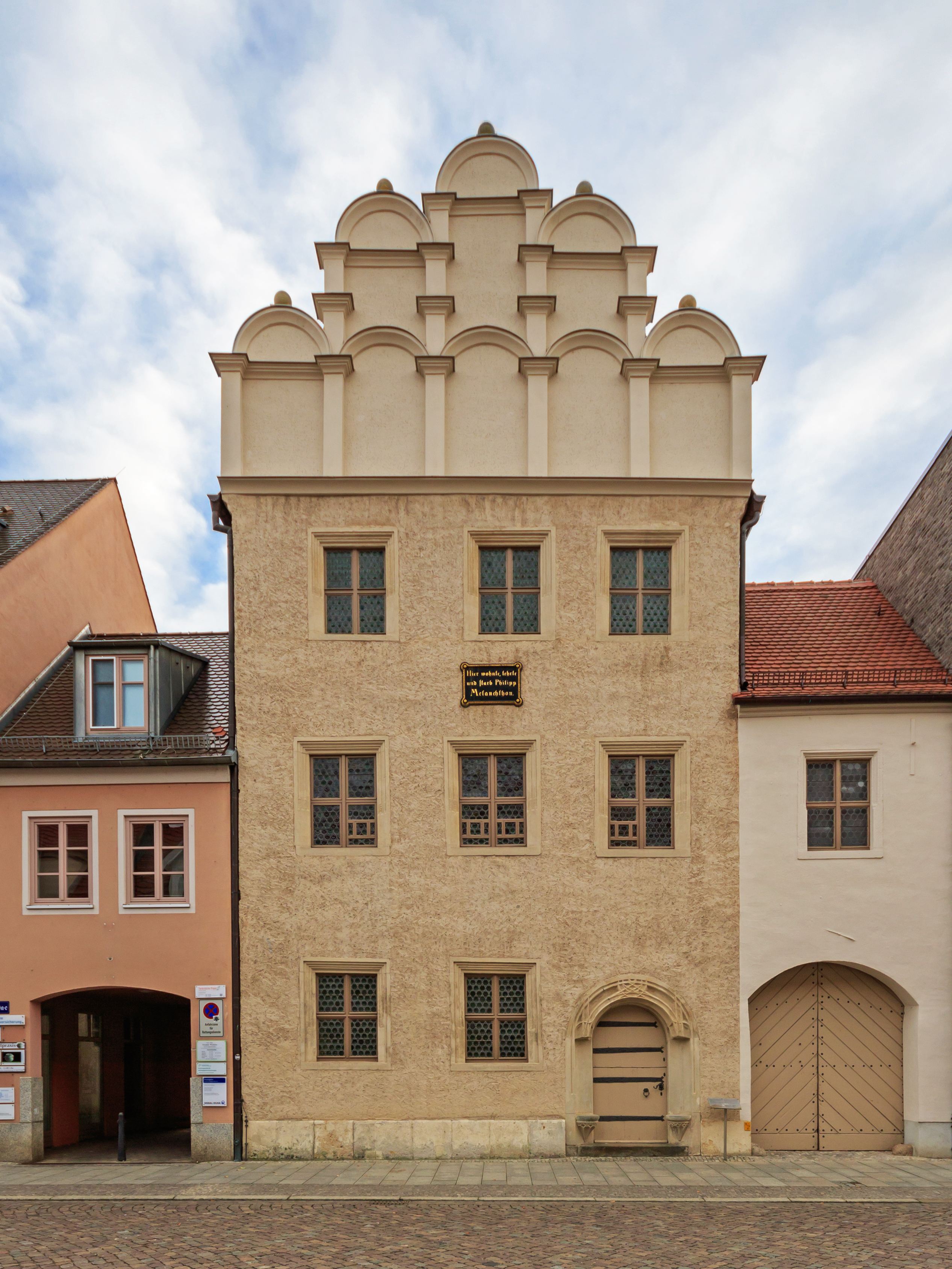
Melanchthonhaus Wittenberg

- Lutherstadt Eisleben, Landkreis Mansfeld-Südharz
  - MBB Mansfelder Bergwerksbahn e.V.
  - Geburtshaus Martin Luthers
  - Martin Luthers Sterbehaus
  - Regionalgeschichtliches Museum Eisleben
- Lutherstadt Wittenberg, Landkreis Wittenberg
  - Altes Rathaus
  - Cranach-Haus mit Höfen
  - Galerie im Cranach-Haus
  - Haus der Geschichte
  - Lutherhaus mit reformationsgeschichtlichem Museum
  - Melanchthonhaus
  - Schlosskirche
  - Museum der städtischen Sammlungen im Zeughaus (Stadtgeschichte; Julius-Riemer-Sammlung: Naturkunde, Ethnologie)
  - Stadtkirche
  - Stadt- und Kreisarchiv
  - Stiftung Christliche Kunst Wittenberg
  - Science Center futurea
  - Historische Stadtinformation und Grablege der Askanier in der Klosterkirche
- Lützen, Burgenlandkreis
  - Museum im Schloss Lützen

## M
- Magdeburg
  - Technikmuseum Magdeburg

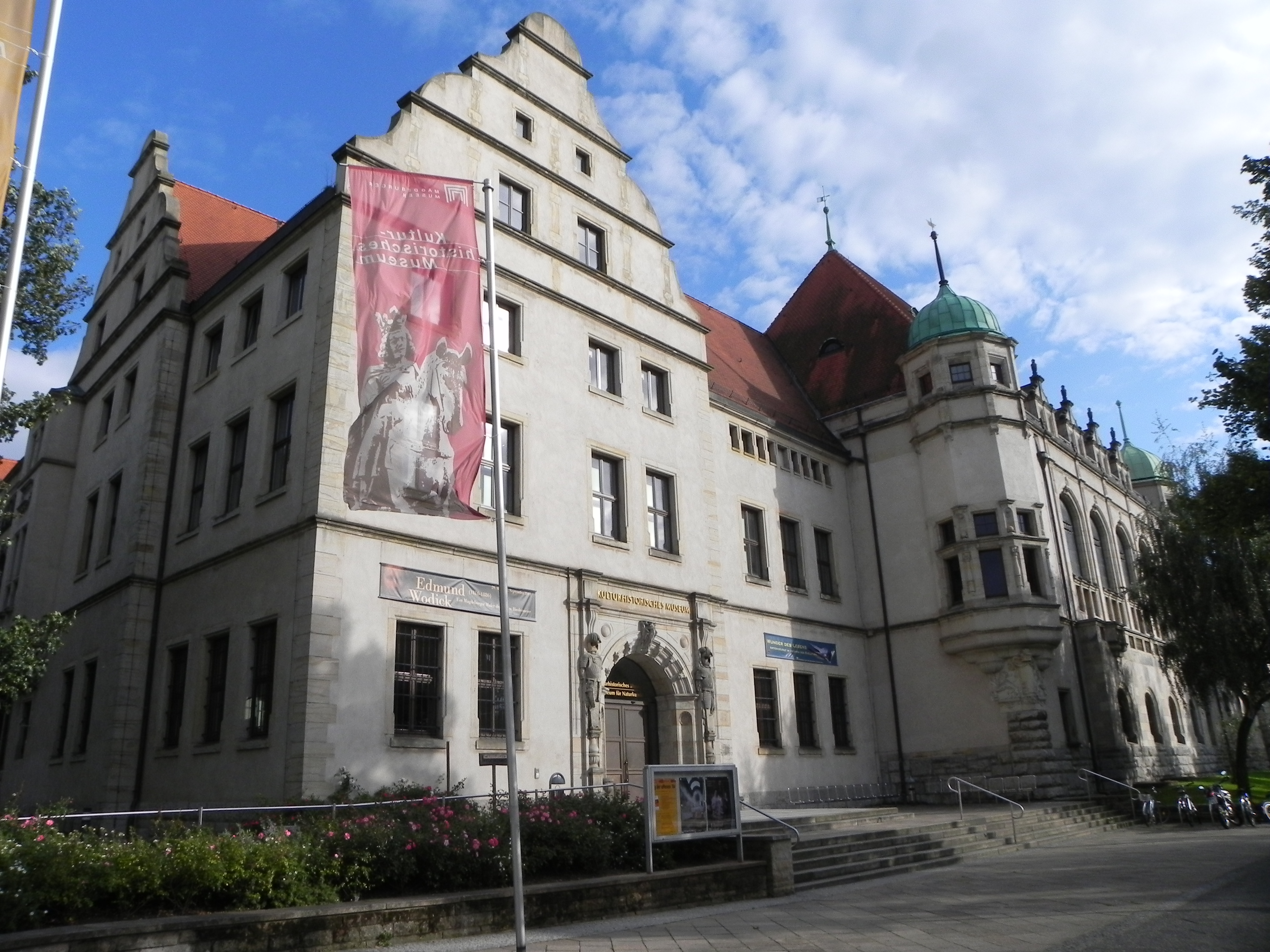
Kulturhistorisches Museum Magdeburg

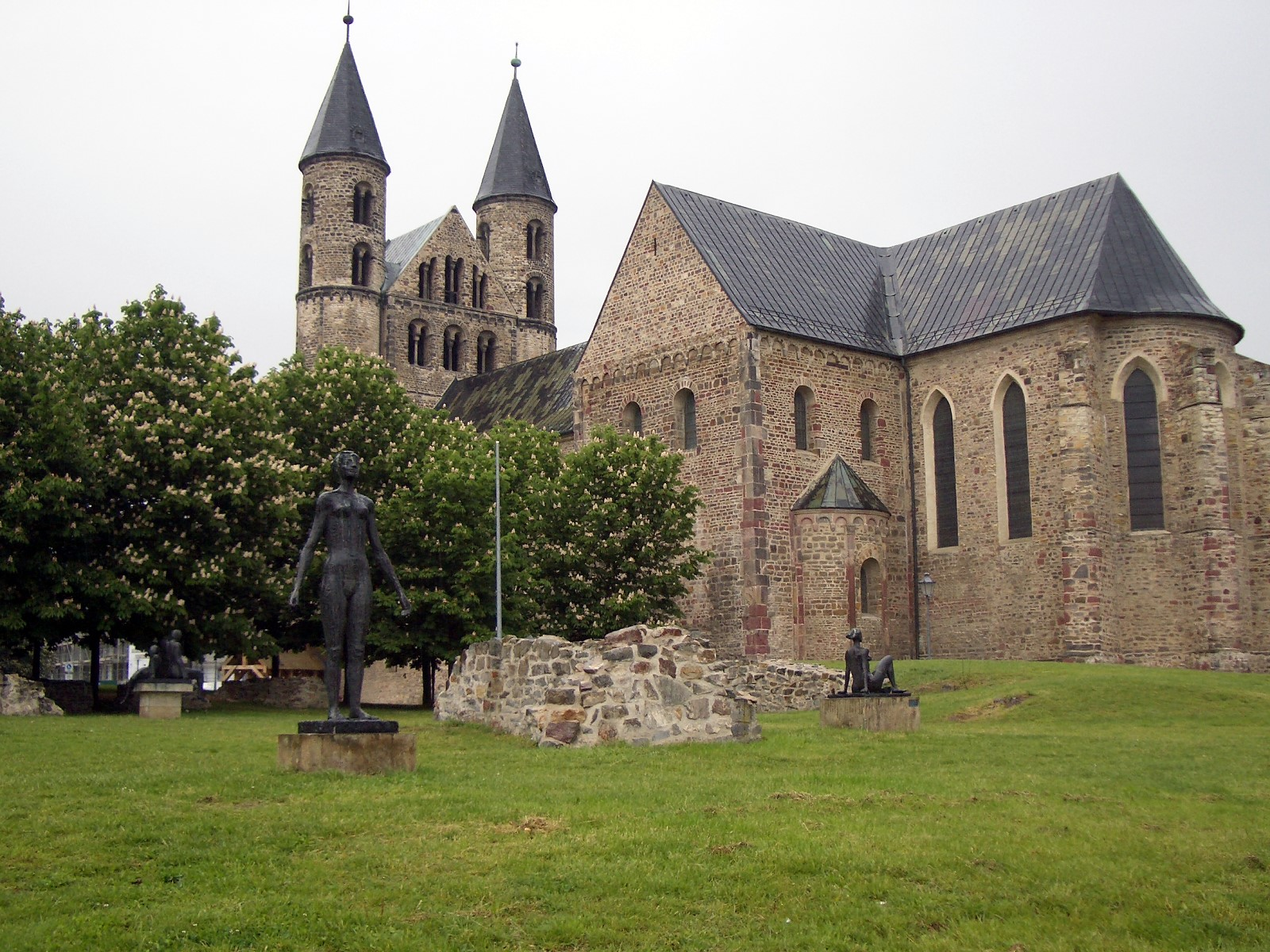
Kunstmuseum Kloster Unser Lieben Frauen

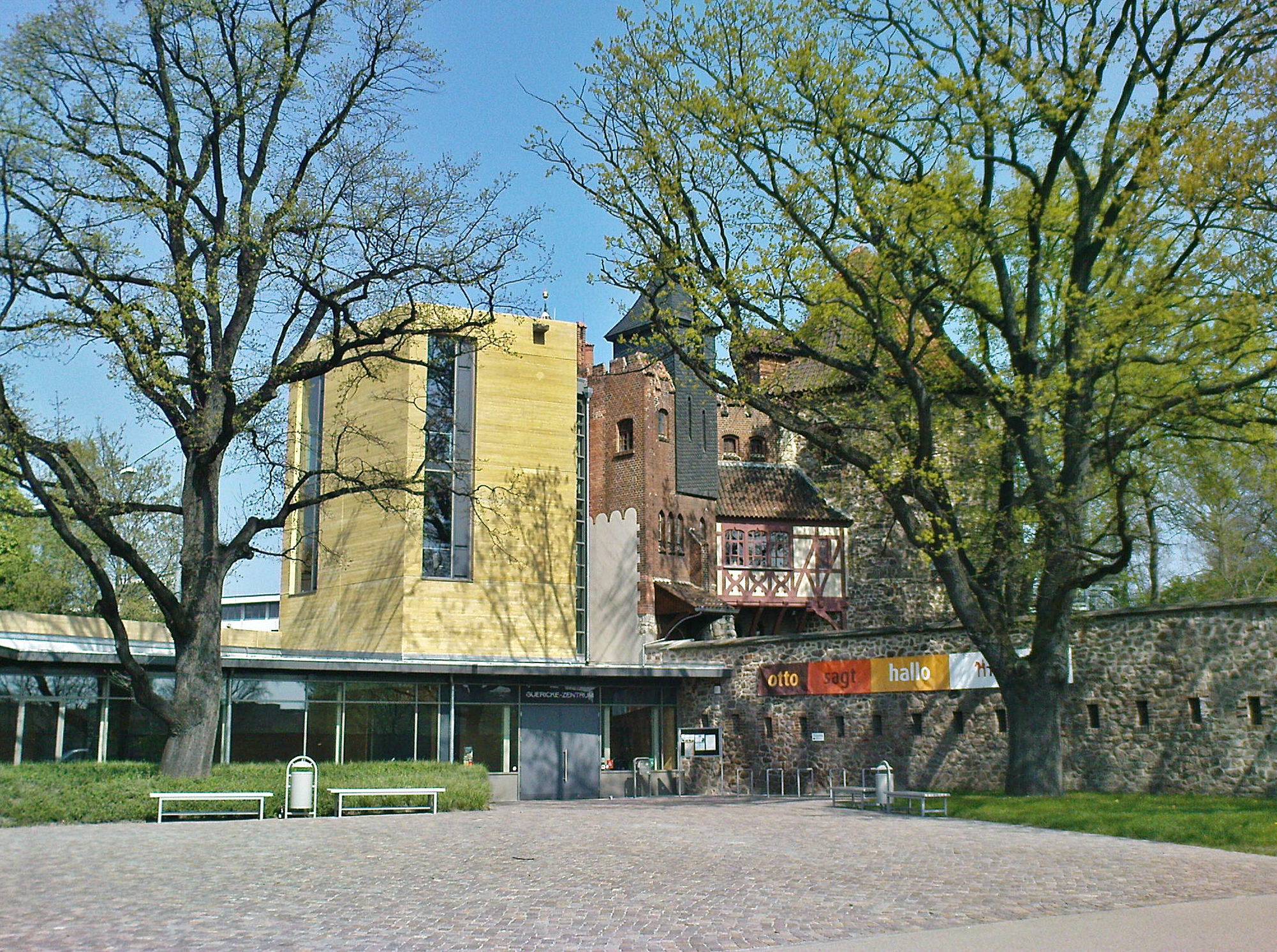
Otto-von-Guericke-Museum in der Lukasklause

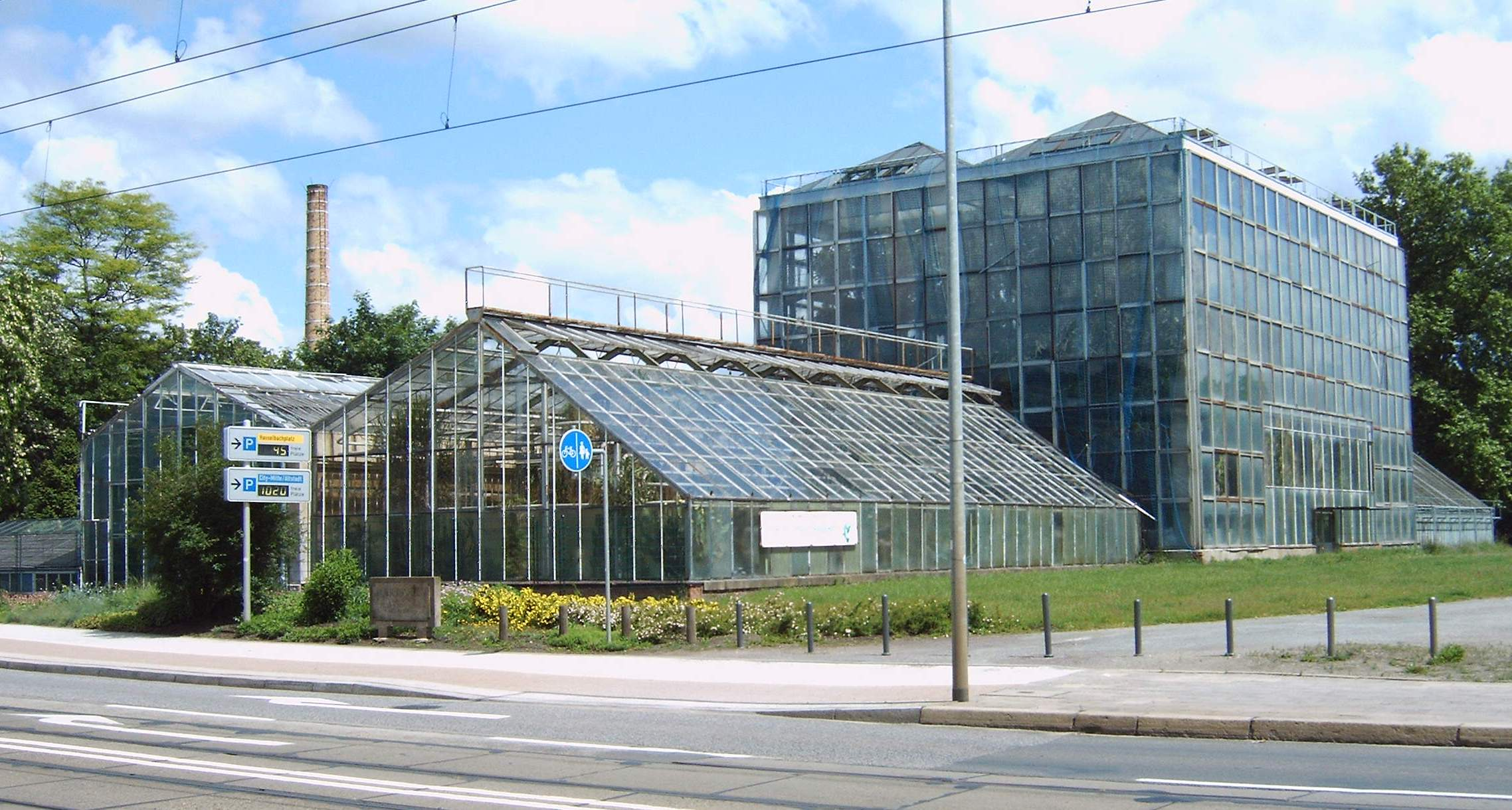
Gruson-Gewächshäuser

  - Kulturhistorisches Museum Magdeburg
  - Kunstmuseum Kloster Unser Lieben Frauen Magdeburg
  - Museum für Naturkunde Magdeburg
  - Otto-von-Guericke-Museum in der Lukasklause
  - Jahrtausendturm
  - Figurenspielsammlung in der villa P. des Puppentheater Magdeburg
  - botanische Pflanzensammlung in den Gruson-Gewächshäusern
  - Circusmuseum
  - Friseurmuseum
  - Museumsschiff Württemberg
  - historische Schiffsmühle am Petriförder
  - Steinzeithaus Randau
  - slawische Dorf Pechau
  - Taucherschacht II
  - Lapidarium St. Gertraud
  - historisches Straßenbahndepot der Magdeburger Verkehrsbetriebe
  - Burggalerie Magdeburg
  - Art Depot
  - Galerie Himmelreich
  - Flurgalerie Eisenbart
  - Gallery of living Art
  - HO-Galerie
  - Skulpturenpark Magdeburg
  - Anatomische Lehrsammlung der Otto-von-Guericke-Universität Magdeburg
  - Ophthalmologische Sammlung der Universitäts-Augenklinik Magdeburg
  - Historische Fahrzeugsammlung der Magdeburger Eisenbahnfreunde e.V.
  - Landesarchiv Sachsen-Anhalt
  - Stasi-Archiv Magdeburg
  - Gedenkstätte Moritzplatz Magdeburg mit Dauerausstellung
- Marienborn, Landkreis Börde
  - Gedenkstätte Deutsche Teilung
- Memleben, Kloster und Kaiserpfalz
- Merseburg, Saalekreis
  - Kulturhistorisches Museum Schloss Merseburg
  - Luftfahrt- und Technik-Museumspark
  - Deutsches Chemie-Museum
- Molmerswende, Landkreis Mansfeld-Südharz
  - Gottfried-August-Bürger-Museum

## N
- Naumburg, Burgenlandkreis
  - Stadtmuseum Hohe Lilie
  - Friedrich-Nietzsche-Haus
  - Max-Klinger-Haus (Naumburg-Großjena)
  - Domschatzkammer
- Nebra, Burgenlandkreis
  - Arche Nebra

## O

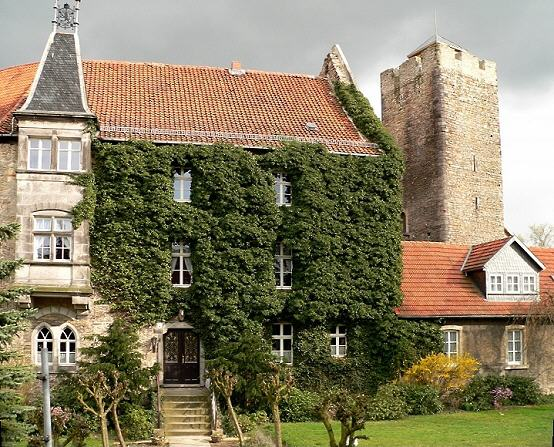
Burg Oebisfelde

- Oberharz am Brocken, Landkreis Harz
  - Bahnhofsmuseum Benneckenstein
  - Heimatstube Benneckenstein
- Oebisfelde-Weferlingen, Landkreis Börde
  - Museum Burg Oebisfelde
- Oranienbaum-Wörlitz, Landkreis Wittenberg
  - Museum Schloss Oranienbaum
  - Staatliche Schlösser und Gärten, Wörlitz
  - Schloss Wörlitz
  - Gotisches Haus Wörlitz
  - Galerie am Grauen Haus in den Wörlitzer Anlagen
- Oschersleben, Landkreis Börde
  - Kreismuseum
- Osterburg, Landkreis Stendal
  - Kreisheimatmuseum
- Osterwieck, Landkreis Harz
  - Heimatmuseum

## P
- Petersberg, Saalekreis
  - Museum Petersberg
- Plötzkau, Salzlandkreis
  - Schloss Plötzkau
- Prettin, Landkreis Wittenberg
  - Schloss Lichtenburg
- Pretzsch, Landkreis Wittenberg
  - Clara Wieck Haus
  - Heimatmuseum

## Q
- Quedlinburg, Landkreis Harz
  - Lyonel-Feininger-Galerie
  - Schlossmuseum Quedlinburg
  - Fachwerkmuseum Ständerbau
  - Klopstockhaus
  - Schul- und Stadtmuseum Gernrode

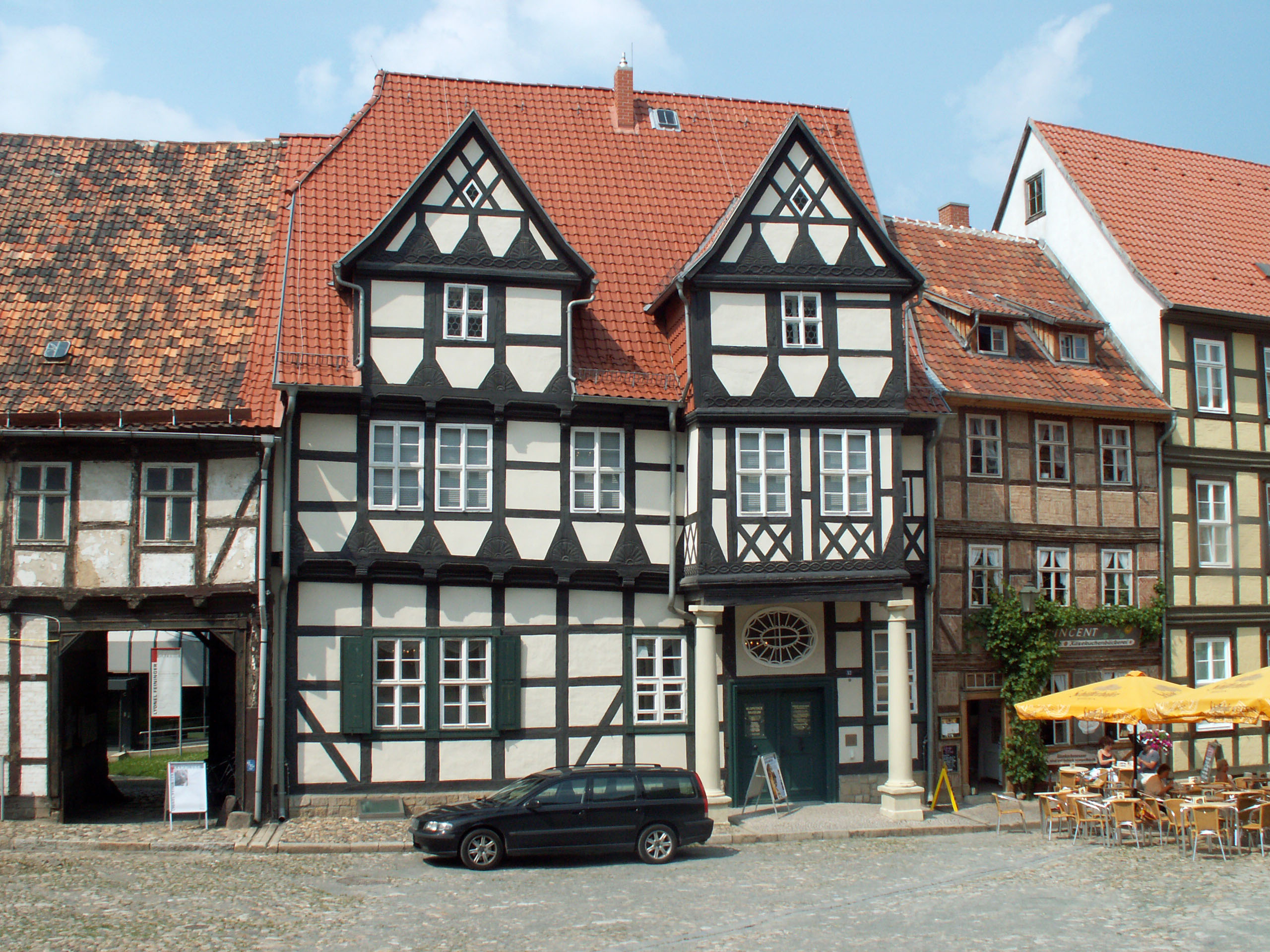
Klopstockhaus

  - Stiftskirche St. Servatius Dom zu Quedlinburg
- Querfurt, Saalekreis
  - Museum Burg Querfurt

## S
- Salzwedel, Altmarkkreis Salzwedel
  - Jenny-Marx-Haus
  - Johann-Friedrich-Danneil-Museum

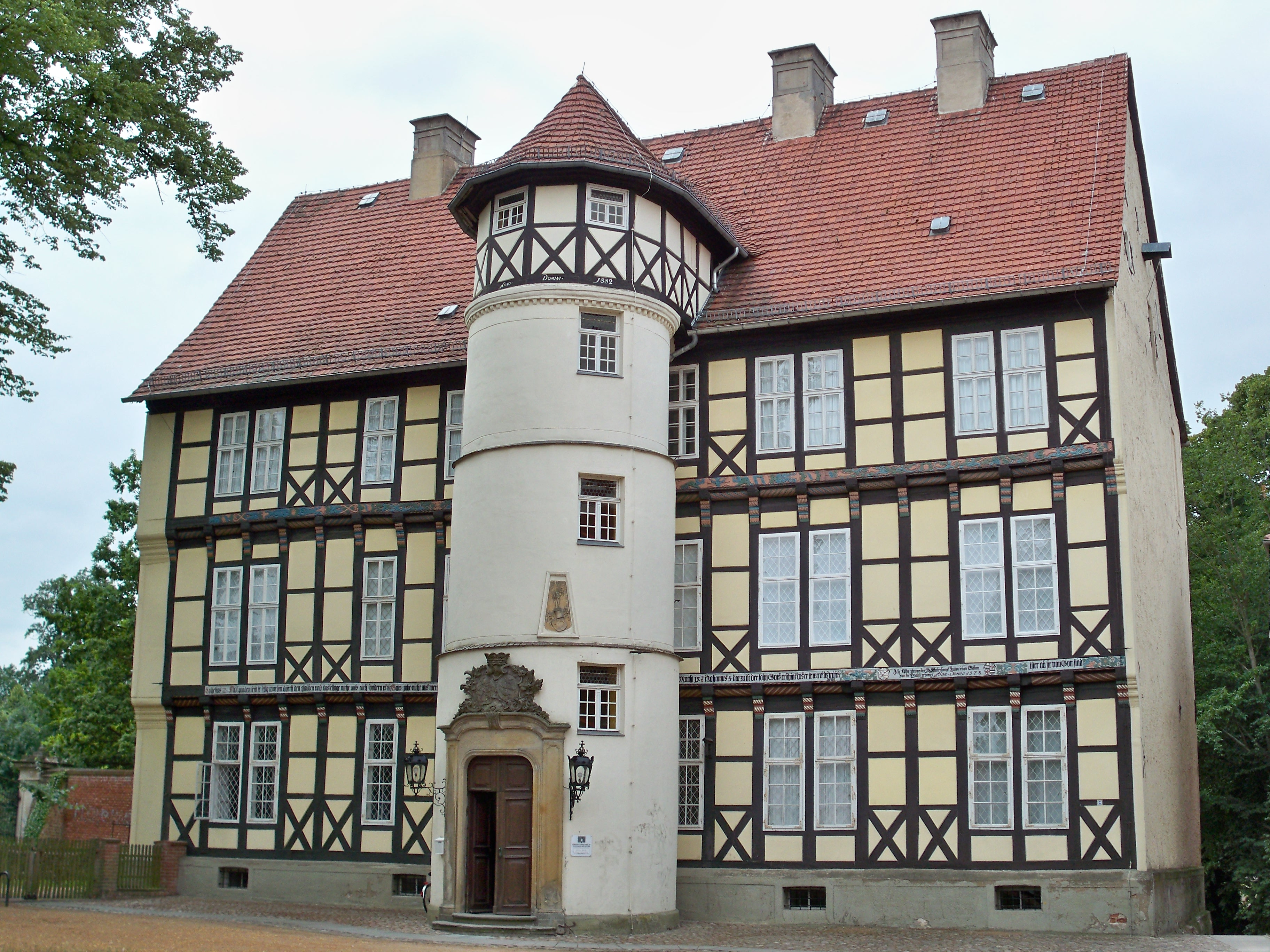
Johann-Friedrich-Danneil-Museum

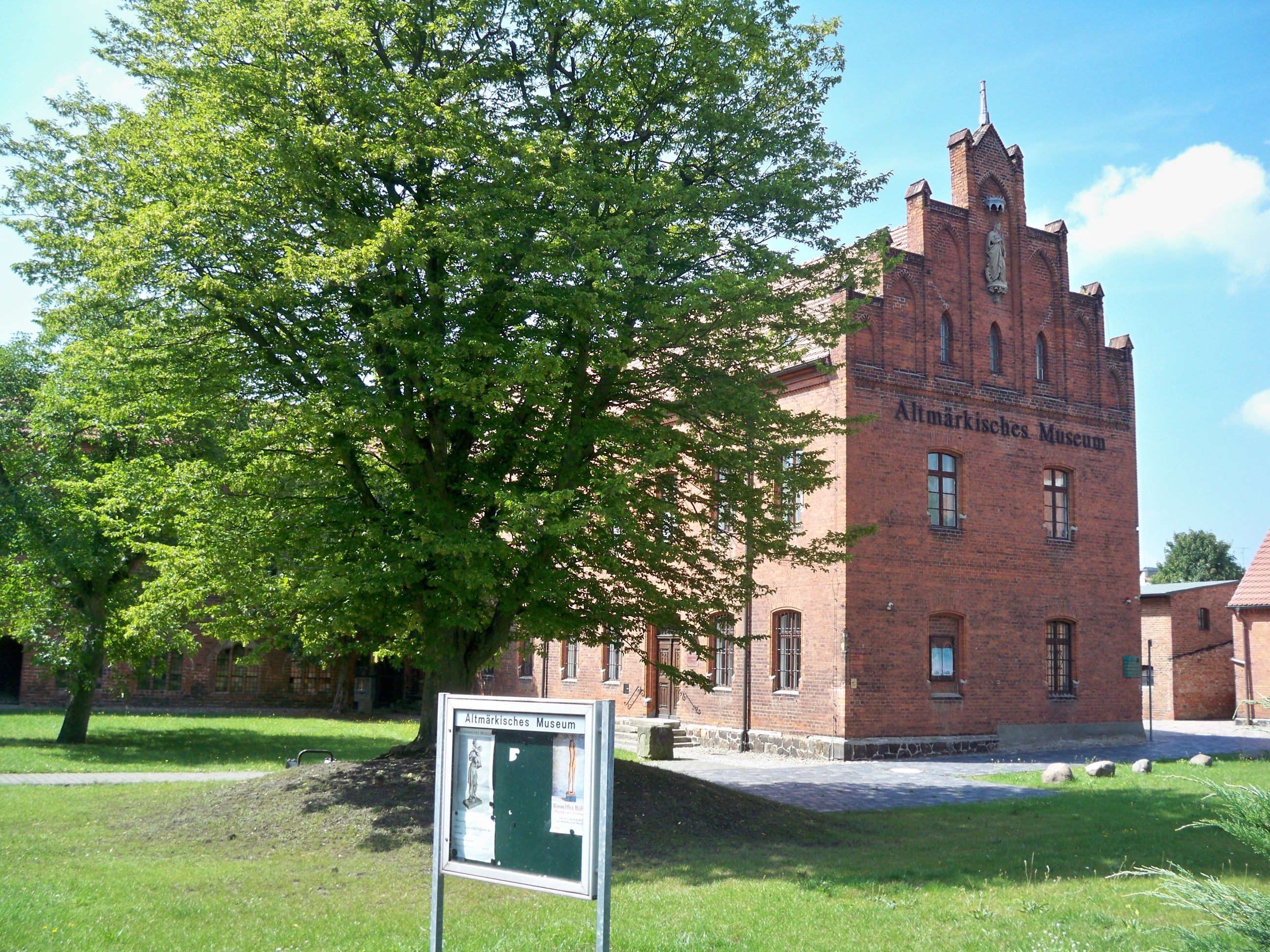
Altmärkisches Museum

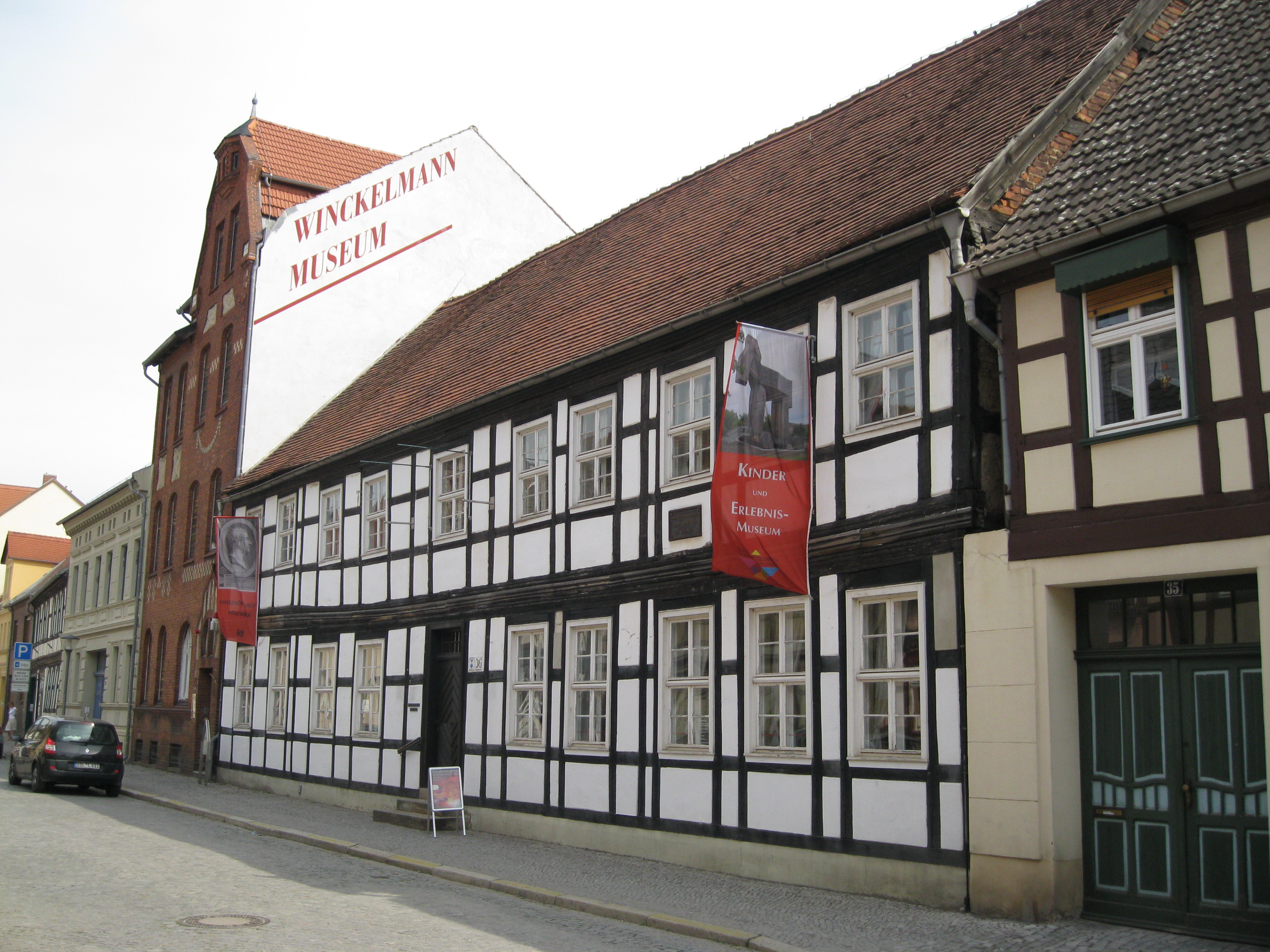
Winckelmann-Museum

- Sangerhausen, Landkreis Mansfeld-Südharz
  - Europa-Rosarium
  - Spengler-Museum
  - Spengler-Haus
- Schachdorf Ströbeck
  - Schachmuseum Ströbeck
- Schönebeck, Salzlandkreis
  - Kreismuseum
  - Industriemuseum Schönebeck
- Schönhausen, Landkreis Stendal
  - Bismarck-Museum
- Sorge, Landkreis Harz
  - Freiland-Grenzmuseum Sorge
- Staßfurt, Salzlandkreis
  - Fahrzeugmuseum
  - Stadt- und Bergbaumuseum
  - Traditionsbahnbetriebswerk Staßfurt e.V.
- Stendal, Landkreis Stendal
  - Altmärkisches Museum
  - Winckelmann-Museum
- Stolberg, Landkreis Mansfeld-Südharz
  - Heimatmuseum Stolberg
  - Museum Altes Bürgerhaus
- Straßberg, Landkreis Harz
  - Bergwerksmuseum Grube Glasebach c/o Montanverein Ostharz e. V. in Straßberg
- Südliches Anhalt, Landkreis Anhalt-Bitterfeld
  - Feuerwehrmuseum Riesdorf
  - Museum Synagoge Gröbzig

## T
- Tangermünde, Landkreis Stendal
  - Burgmuseum Schlossfreiheit
  - Salzkirche

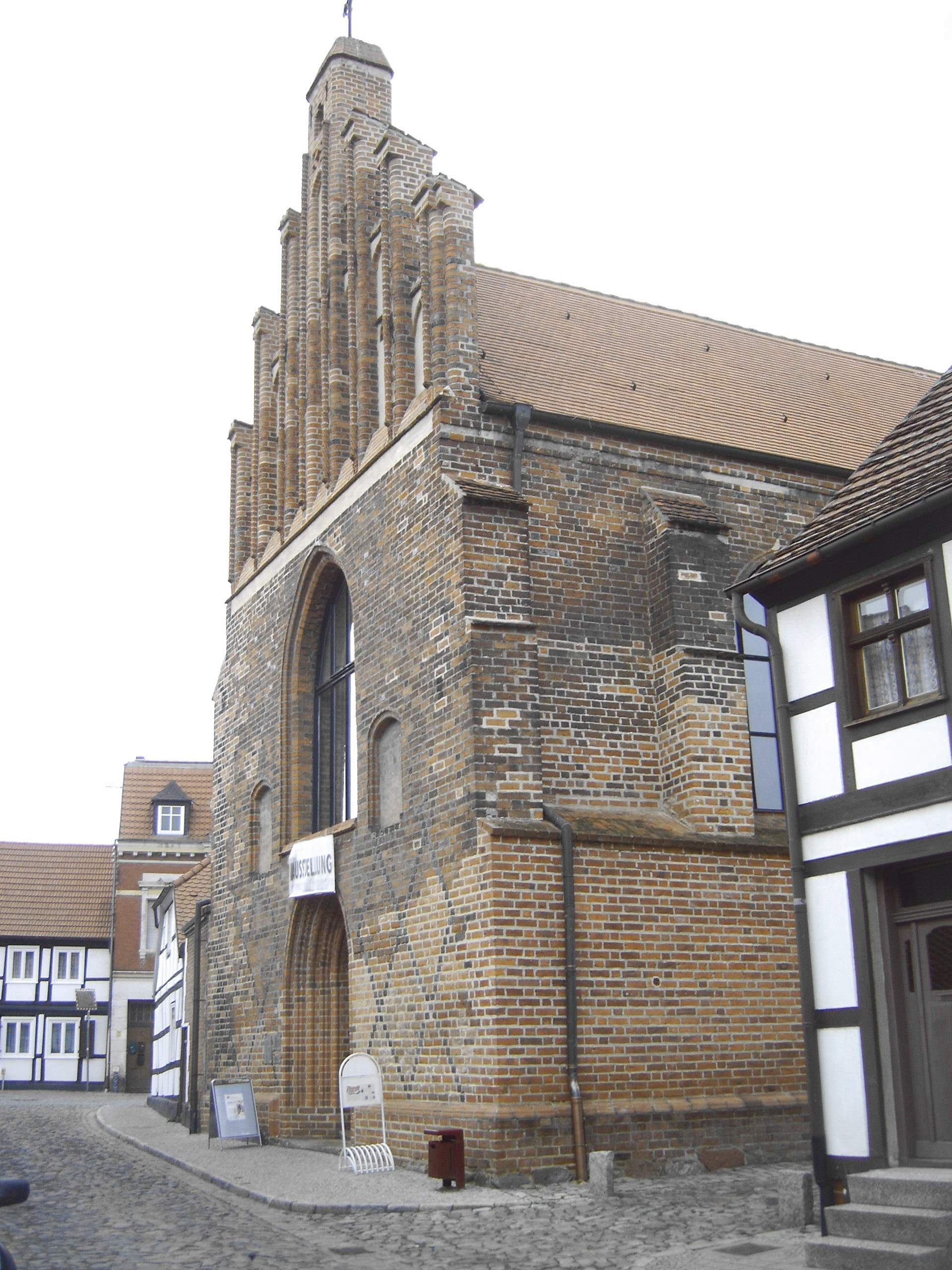
Salzkirche

  - Stadtgeschichtliches Museum Altes Rathaus
- Teuchern, Burgenlandkreis
  - Reinhard Keiser Gedenkstätte
- Thale, Landkreis Harz
  - DDR-Museum Thale
  - Heimatmuseum Altenbrak
  - Hüttenmuseum Thale
- Thießen, Landkreis Wittenberg
  - Technisches Denkmal Kupferhammer
- Tilleda, Landkreis Mansfeld-Südharz
  - Freilichtmuseum Königspfalz

## U
- Ummendorf, Landkreis Börde
  - Börde-Museum in der Burg Ummendorf

## W
- Weißenfels, Burgenlandkreis

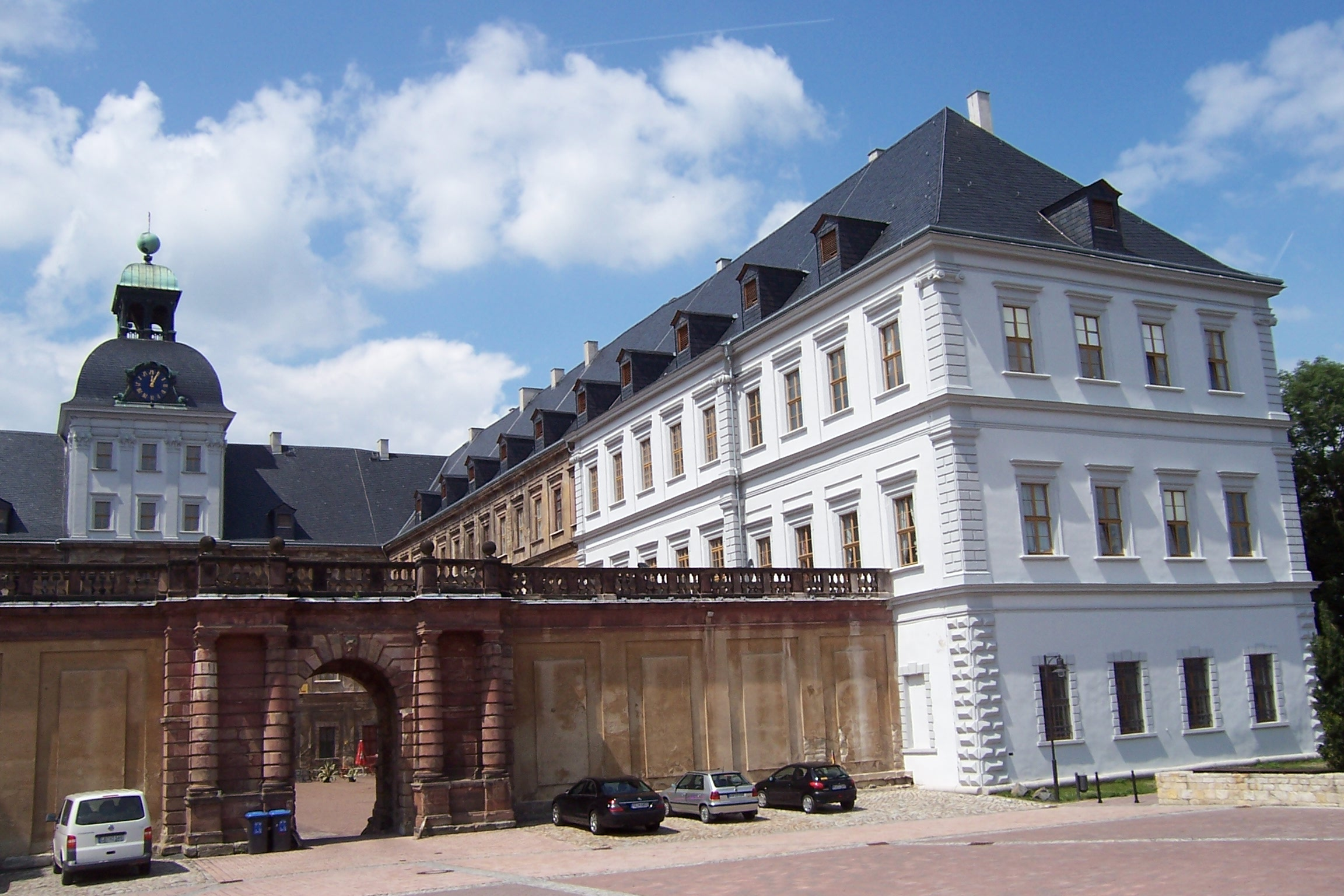
Schloss Neu-Augustusburg

  - Museum im Schloss Neu-Augustusburg
  - Geleitshaus Gustav Adolf Museum
  - Heinrich Schütz Haus
- Werben, Landkreis Stendal
  - Heimatstube im Elbtor
  - Rundfunk Museum
- Wernigerode, Landkreis Harz
  - Schloss Wernigerode Zentrum für Kunst- und Kulturgeschichte des 19. Jh.
  - HSB Harzer Schmalspurbahnen GmbH
  - Brockengarten des Nationalparks Hochharz
  - Brockenhaus
  - Harzmuseum Wernigerode
  - Harzplanetarium
  - Kleinste Haus
  - Mahnstätte Wernigerode
  - Krellsche Schmiede anno 1678
  - Feuerwehrmuseum
- Westerhausen, Landkreis Harz
  - Heimatmuseum Westerhausen
- Wettelrode, Landkreis Mansfeld-Südharz
  - Schaubergwerk und Bergbaumuseum Röhrigschacht
- Wettin, Saalekreis
  - Bogenmuseum
- Wiederstedt, Landkreis Mansfeld-Südharz
  - Novalis-Museum
- Wolmirstedt, Landkreis Börde
  - Museum Schlossdomäne Kreismuseum Wolmirstedt

## Z
- Zahna, Landkreis Wittenberg
  - Bauernmuseum
- Zeitz, Burgenlandkreis
  - Museum Schloss Moritzburg
- Zerbst, Landkreis Anhalt-Bitterfeld
  - Sammlung Katharina II
  - Stadtmuseum
- Zethlingen, Altmarkkreis Salzwedel
  - Langobardenwerkstatt
- Zörbig, Landkreis Anhalt-Bitterfeld
  - Heimatmuseum
  - Schachmuseum Löberitz